# زبان خوانساری
زبان خوانساری یکی از زبان‌های ایران مرکزی که در شاخهٔ زبان‌های ایرانی غربی قرار می‌گیرد. گویشوران این زبان اصیل در حدود ۲۱٬۱۰۰ نفر تخمین زده شده‌است و منطقهٔ پرتکلم آن خوانسار در استان اصفهان گفته می‌شود.
گویش یا زبان خوانساری از زبان‌های ایرانی مرکزی و شاخه‌ای از زبان‌های ایرانی غربی شمالی و بالاخره شاخه‌ای از زبان‌های هند و اروپایی است. سازمان یونسکو به‌دلیل کاهش شدید گویش‌وران این زبان به‌دلیل مهاجرت از خوانسار یا نفوذ رسانه‌ها، آن را ازجمله زبان‌های درحال خطر اعلام کرده‌است. مردم خوانسار لهجه خاصی ندارند، ولی دارای گویش مستقل خوانساری هستند که این گویش ریشه در زبان فارسی باستان و عبری داشته و از قبل از اسلام در این شهرستان رایج بوده‌است.
زبان خوانساری بسیار تحت تاثیر حضور یهودیان خوانسار از زمان هخامنشیان تا امروز بوده و دارای وجوه و اشتراکات بسیاری با این زبان است.

## مقایسه با زبان فارسی
| زبان فارسی     | زبان خوانساری | زبان فارسی | زبان خوانساری |
| -------------- | ------------- | ---------- | ------------- |
| سفید           | اسپید         | بزرگ       | مُسَّر mossar    |
| داماد          | زوما          | کوچک       | کیسَّر          |
| دانستن         | زون           | سیب        | سو sow        |
| مادر           | مانی          | خاله       | هاله          |
| دختر           | دِت            | پسر        | پیر           |
| سوراخ          | هُل hole       | بچه        | وِچَه           |
| آب             | اُو            | مرغ        | کَرک           |
| سگ             | اسپه          | رفیق       | پر            |
| سیب زمینی      | سوخاکی        | برو        | بَش            |
| آبجی           | اواجی - اباجی | بیا        | بوره          |
| درگیر کار بودن | بیدِرپِژارتَه    | هستم       | هان           |
| خانه           | کیَّه           | موش        | میش           |
| شلوار(تنبان)   | تِمّون temmoon  | دیروز      | هِزِه           |
| آلو            | هُل کُشتَه       | زمین       | رَض            |
| گفتم           | بَم وات        | گفتی       | بَد وات        |
| گفت            | بَژ وات        | گفتیم      | بَمون وات      |